# Сус (област)
Сус (на арабски: ولاية سوسة‎) е една от 24-те области (вилаети) на Тунис. Разположена е в североизточната част на страната и има излаз на Средиземно море. Площта на областта е 2621 км², а населението е около 544 000 души (2004). Столица е град Сус.